# Siebter Kreuzzug
Der Siebte Kreuzzug war eine „bewaffnete Pilgerfahrt“ im Jahr 1270, die nach nur wenigen Monaten nach einer erfolglosen Belagerung von Tunis und dem Tod ihres Anführers, König Ludwig IX. von Frankreich, endete.
Ursprüngliches Ziel des Kreuzzuges war eine Entlastung der in Bedrängnis geratenen Kreuzfahrerstaaten, die sich seit 1263 unablässiger Angriffe seitens des ägyptisch-syrischen Mamelukensultans as-Zahir Baibars ausgesetzt sahen und schon mehrere Burgen und Städte, vor allem Antiochia (1268), an ihn verloren hatten. Baibars stand im Begriff, die letzten Überbleibsel der infolge des Ersten Kreuzzugs (1099) begründeten christlichen Herrschaft im Heiligen Land zu beseitigen. Aus nie eindeutig geklärten Gründen wurde der Kreuzzug jedoch zuerst gegen das nordafrikanische Tunis geführt, wo er abrupt endete.
Besonders in der Geschichtsschreibung des deutschsprachigen Raums wird dieser Kreuzzug als der „siebente“ gezählt, da hier in der Regel der Kreuzzug von Damiette (1217–1221) und der Kreuzzug Kaiser Friedrichs II. (1228–1229) zusammen als „fünfter“ gezählt werden. König Ludwig IX. von Frankreich führte selbst zwischen den Jahren 1248 und 1250 den Sechsten Kreuzzug an. In der französischen und englischen Literatur aber wird der „siebente“ als der „achte Kreuzzug“ geführt, da dort die Kreuzzüge von Damiette und der des Kaisers separat voneinander gezählt werden.

## Vorgeschichte und Anlass
Seit dem Scheitern des ersten Kreuzzuges Ludwigs IX. im Jahre 1250 hatte sich im nahen Osten einiges verändert: Nachdem die Mamluken 1250 die Macht in Ägypten übernommen hatten, konnten sie nach ihrem entscheidenden Sieg über die Mongolen in der Schlacht bei ʿAin Dschālūt (1260) auch in Syrien die Herrschaft an sich reißen und somit faktisch das gesamte ehemalige Reich der Ayyubiden übernehmen. Folglich avancierten die Mameluken dadurch zur größten Bedrohung für die letzten christlichen Fürsten in Outremer, die sich zudem im Krieg von St. Sabas zwischen Venedig und Genua untereinander schwächten.
In den folgenden Jahren fiel eine Kreuzfahrerfestung nach der anderen in die Hände der Mameluken. Der militärisch hochbegabte Sultan Baibars ließ die meisten Städte und Festungen schleifen, die Bevölkerung wurde getötet oder versklavt. Die Kreuzfahrer riefen die Herrscher Europas um Hilfe, erhielten jedoch nur zögerlich Unterstützung. 1268 eroberte und vernichtete er schließlich das einstmals reiche Antiochia, die Hauptstadt des Fürstentums Antiochia, und bedrohte nun die Grafschaft Tripolis. König Hugo III. von Zypern, der nominell auch König von Jerusalem war, versuchte unterdessen die Verteidigung der Reste des Königreichs Jerusalem zu reorganisieren.

## Verlauf

### Vorbereitung

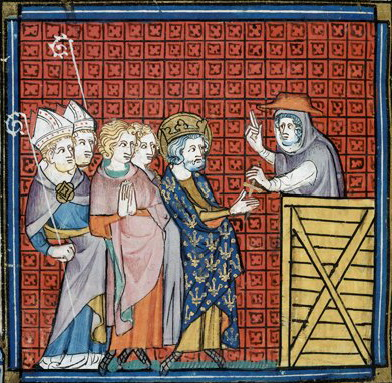
Der päpstliche Legat und Kardinal Simon de Brie (der spätere Papst Martin IV.) predigt vor König Ludwig IX. für den siebenten Kreuzzug. Darstellung aus den Chroniques de Saint-Denis, 14. Jahrhundert.

Seit die Mameluken die christlichen Besitzungen in der Levante angriffen, hatte Papst Clemens IV. europaweit den Kreuzzug predigen lassen. Nachdem 1266 die Templerburg Safed gefallen und die Kreuzzugswerbungen nur auf geringe Resonanz gestoßen waren, intensivierte er sie und sprach dabei direkt die Monarchen Frankreichs und Englands an. Im Spätjahr 1266 erklärte König Ludwig IX. von Frankreich gegenüber dem Papst seine Bereitschaft zur Teilnahme am Kreuzzug und nahm schließlich zusammen mit seinen Söhnen am 24. März 1267 in Paris das Kreuz. Schon seit seinem ersten gescheiterten Kreuzzug hatte der französische König einen weiteren Kreuzzug ins Auge gefasst. Dazu hatte er bereits während seines ersten Aufenthaltes im Heiligen Land ein ständiges Regiment französischer Ritter in Akkon stationiert, das er regelmäßig mit Personal und Waffen versorgte. Innerhalb des französischen Adels stellte sich insgesamt aber kein besonders hoher Enthusiasmus zu einem weiteren aufwendigen und vor allem kostenintensiven Kriegszug in das Heilige Land ein, besonders auch in Erinnerung an den verlustreich gescheiterten Kreuzzug gegen Ägypten (sechster Kreuzzug) zwanzig Jahre zuvor. Aus diesem Grund wurde das Gros des französischen Kreuzfahrerheers dieses Mal hauptsächlich aus den engsten persönlichen und höfischen Umfeld des Königs gestellt, während der Feudaladel in seiner Mehrheit auf eine Kreuznahme verzichtete. Dafür aber erhielt Ludwig IX. Zusagen seines Bruders Karl von Anjou, der inzwischen als König in Sizilien herrschte, des katalanischen Königs Jakob I. und des englischen Kronprinzen Eduard Plantagenet zur persönlichen Teilnahme, mitsamt eigener Kontingente.
Im August 1269 empfing Ludwig IX. in Paris den Prinzen Eduard, um mit ihm die Organisation des Kreuzzuges zu planen. Dabei wurde der Hafen von Aigues-Mortes als Sammlungspunkt für die Flotte und der 15. August 1270 als Termin für die Abreise in die Levante festgelegt. Anlässlich dieses Kreuzzuges ließ der französische König erstmals eigene Schiffe bauen, während noch zwanzig Jahre zuvor Schiffe aus Genua und Marseille den Transport des Heeres übernommen hatten. Während Ludwig IX. noch mit dem Bau seiner Flotte beschäftigt war, stach bereits am 1. September 1269 König Jakob I. von Aragón mit seinen Schiffen von Barcelona aus in See. Aber noch in Küstennähe geriet er in einen Sturm und seine Flotte wurde an die Küste zurückgedrängt, worauf er seinen Kreuzzug schon wieder beendete. Nur eine Schwadron unter der Führung zweier Bastardsöhne des Katalanen gelangte auf die offene See und erreichte im Dezember 1269 Akkon, wo sie sich sogleich bei der erfolgreichen Abwehr eines Angriffes der Mameluken einsetzten.
Entgegen seinem selbstfestgelegten Termin stach Ludwig IX. schon am 2. Juli 1270 mit seiner Flotte in See, ohne weiter auf Prinz Eduard zu warten, der sich übrigens verspätet in Marsch setzen sollte. Zunächst steuerte Ludwig IX. den sardischen Hafen Cagliari an, wo er seinen Gefolgsleuten das erste Angriffsziel bekannt gab. Wie schon bei seinem ersten Kreuzzug hatte er die offizielle Bekanntgabe des Kreuzzugsziels bis zuletzt geheim gehalten um dem muslimischen Gegner die Möglichkeit zur Planung einer adäquaten Verteidigung zu nehmen und um selbst den Vorteil des Überraschungsmoments auf seiner Seite zu haben. Ungewöhnlich war dieses Mal hingegen der sehr früh gewählte Zeitpunkt zur Offenbarung wie auch der Ort des Ziels. Denn statt gegen Ägypten oder Syrien, also den Herrschaftsbereich der Mameluken, sollte der Angriff auf das Sultanat von Tunis in Nordafrika erfolgen.

### Tunis als Ziel
Schon die zeitgenössische Geschichtsschreibung war sich im Unklaren darüber, aus welchen Gründen Ludwig IX. ausgerechnet Tunis als Ziel seines zweiten Kreuzzuges gewählt hatte. Selbst der Kreuzzugsgefährte von Ägypten und Biograph des Königs, Jean de Joinville, wollte in seiner nachträglich geschriebenen Vita (Vie de Saint Louis) keine näheren Angaben über den Kreuzzug nach Tunis machen, weil er persönlich nicht daran teilgenommen habe. Dabei verfügte Joinville über persönliche Kontakte zu den Veteranen von Tunis, die ihm in den dreißig weiteren Jahren bis zur Abfassung seines Werks Auskunft über die Motive des Königs hätten geben können. Aus Mangel einer überlieferten persönlichen Erklärung des Königs wie auch an ausführlicheren Zeugnissen des Kreuzzuges kann die Geschichtsforschung bis heute letztlich nur Spekulationen über die Gründe zum Angriff auf Tunis anstellen. Weitgehend einig ist man sich einzig darüber, das Tunis lediglich eine Zwischenetappe auf dem weiteren Weg nach Outremer darstellen sollte.
Möglicherweise war Ludwig IX. davon überzeugt, den muslimischen Herrscher Nordafrikas aus der Dynastie der Hafsiden, Muhammad I. al-Mustansir durch seine militärische Macht zur Konversion zum Christentum zu bewegen. Der Sultan hatte seinen Willen zum Glaubenswechsel zuvor tatsächlich mittels einer diplomatischen Gesandtschaft sowohl am Hof Karls von Anjou in Neapel wie auch vor Ludwig IX. selbst in Paris kundgetan. Seine guten diplomatischen und vor allem wirtschaftlichen Beziehungen zu christlichen Mächten wie Aragón und zuletzt auch zum staufischen Sizilien schienen seinen Absichtserklärungen einen glaubwürdigen Charakter zu verleihen. Dabei handelte es sich allerdings in erster Linie um ein diplomatisches Verwirrspiel des Sultans, der tatsächlich ein Feind Karls von Anjou war, weil er Anhängern der Staufer (Ghibellinen) an seinem Hof ein Exil bot und weiterhin sein tributäres Verhältnis zu Sizilien aufgekündigt hatte, seit Anjou dort herrschte. Um der ständigen Bedrohung durch Anjou zu entgehen, könnte Sultan Muhammad dem französischen König deshalb ein dem Christentum aufgeschlossenes Entgegenkommen suggeriert haben, um ihn gegen seinen Bruder vereinnahmen zu können. Denn solange Ludwig IX. lebte, hatte Karl von Anjou sein Handeln so weit wie nur möglich an dessen Vorgaben ausgerichtet, allein seine Teilnahme am Kreuzzug erfolgte einzig aus Pflichtbewusstsein dem älteren Bruder gegenüber, statt aus echter Überzeugung. Mit einem ihm gewogenen französischen König konnte sich Sultan Muhammad also relativ sicher vor dem König von Sizilien fühlen. Dass Ludwig IX. dann aber tatsächlich mit einem großen Heer vor Tunis erschien, dürfte als diplomatische Fehlkalkulation des Sultans gewertet werden.
Andererseits wird auch Karl von Anjou in der Geschichtsliteratur die entscheidende Einflussnahme auf die „Umleitung“ des Kreuzzuges nach Tunis nachgesagt. Nachdem er 1268 die Staufer vernichtet und die Herrschaft auf Sizilien übernommen hatte, ermöglichte er für Ludwig IX. ganz neue Perspektiven für die Durchführung eines Kreuzzuges. Sizilien mit seiner günstigen geographischen Lage bot neben Zypern einen idealen Ausgangspunkt für einen Angriff auf die Muslime in der Levante. Möglich dass sich Ludwig IX. zu einer Bringschuld gegenüber seinem jüngeren Bruder verpflichtet gefühlt hatte, nachdem sich dieser mit seiner starken sizilianischen Flotte für den Kreuzzug verpflichtet und sogar sein neues Königreich als Operationsbasis zur Verfügung gestellt hatte. Eine Unterwerfung des abtrünnig gewordenen Vasallen von Sizilien, der zudem noch ein militärisch schwacher Ungläubiger war, hätte für Ludwig IX. auf seinem Weg in das Heilige Land keine besonders schwere Bürde dargestellt.
Von der Geschichtsforschung ausgeschlossen wird mittlerweile nur die schon im Mittelalter aufgestellte These, dass Ludwig IX. aus geographischer Unkenntnis seinen Angriff auf Tunis beging, indem er irrigerweise annahm, dass diese Stadt in unmittelbarer Nachbarschaft zu Kairo liege und somit einen idealen Angriffspunkt auf das Zentrum des Mamelukensultanats darstelle.

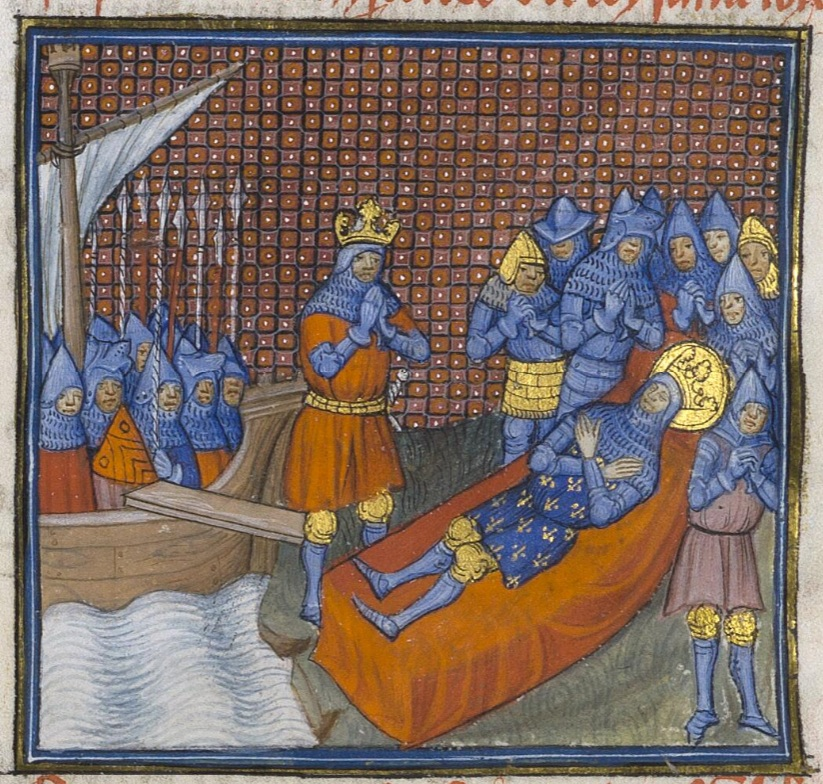
Ludwig IX. der Heilige stirbt vor Tunis. Sein Bruder Karl von Anjou, König von Sizilien, steht an seinem Totenbett. Grandes Chroniques de France, 14. Jahrhundert. Musée Condé, Chantilly.

### Tod des Königs
Am 17. Juli 1270 erreichte die Kreuzfahrerflotte die Küste Afrikas unmittelbar vor Tunis. Sultan Muhammad zog umgehend seine Kräfte in seiner Hauptstadt zusammen, in der er sich verbarrikadierte. Noch am selben Tag ließ Ludwig ein Erkundungskommando unter dem Admiral Florent de Varennes aussenden, das die Hafeneinfahrt von Tunis erkunden sollte. Entgegen seinem Befehl landete der Admiral auf einer Landzunge vor dem Hafen an, brachte im Handstreich die Hafeneinfahrt unter seine Kontrolle und gewann somit eine günstige Ausgangsstellung zur abschließenden Eroberung der Stadt. Zum Unverständnis seines unmittelbaren Gefolges befahl Ludwig IX. dem Admiral aber umgehend wieder die Räumung der Stellung und die Rückkehr zur Flotte. Am folgenden Tag ging schließlich das ganze Heer vom Feind ungehindert an Land, auf derselben Landzunge auf welcher der Admiral am Vortag angelandet war.
Anstatt sofort das nur schwach verteidigte Tunis zu belagern, zog Ludwig IX. mit dem Heer in das nah gelegene Karthago, das er nach kurzem Kampf einnahm. Hier ließ er das Feldlager errichten, von wo aus der Angriff auf Tunis ausgehen sollte. Bevor das Heer aber die Belagerung aufnehmen konnte, wurde es von einer Dysenterieseuche (Ruhr) befallen, die offenbar durch schlecht gewordenes Trinkwasser hervorgerufen wurde. Die gesamte militärische Führung war von der Krankheit betroffen, der König selbst wie auch seine Söhne und sein Bruder Alfons von Poitiers. Obwohl seine Umgebung es geheim zu halten versuchte, erfuhr Ludwig IX. noch vom Tod seines Sohnes Johann Tristan, bevor er am 25. August 1270 selbst starb. Der Legende nach waren seine letzten Worte: „Wir werden einziehen nach Jerusalem.“
Nach der Überlieferung des muslimischen Chronisten Al-Maqrīzī hatten die Bewohner von Tunis während der Tage des Kreuzzuges ihre Gegner mit Spottgesängen von den Mauern herab verhöhnt. Dabei zitierte er einen ihm bekannten Vers:

„Franzose, wusstest du nicht, dass Tunis die Schwester von Kairo ist? Denk an das Schicksal, das dich hier erwartet! Vor den Mauern dieser Stadt wirst du dein Grab finden, anstelle des Hauses des Lokman, und die zwei schrecklichen Engel Nakir und Munkar werden den Platz des Eunuchen Sahil einnehmen.“

### Abbruch und Heimreise

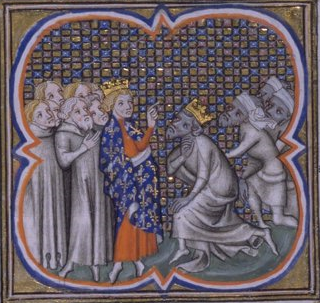
Philipp III. von Frankreich schließt mit Sultan Muhammad al-Mustansir Frieden. Miniatur aus den Grandes chroniques de France, 15. Jahrhundert. (Paris, Bibliothèque nationale de France)

Karl von Anjou hatte mit seinen Truppen das Feldlager noch am selben Tag erreicht und stand am Totenbett seines Bruders. Obwohl sein Neffe und nunmehrige französische König Philipp III. den nominellen Oberbefehl über das Heer übernahm, zog Anjou aufgrund seiner stärkeren persönlichen Autorität das Kommando an sich. Nachdem sich der Großteil des Heeres von der Krankheit erholt hatte, ließ er die Belagerung von Tunis aufnehmen, die er allerdings nur halbherzig anging. Eine Eroberung der Stadt schien Anjou nicht ernsthaft in Betracht gezogen zu haben. Nachdem Sultan Muhammad seine Verhandlungsbereitschaft signalisiert hatte, einigte man sich am 30. Oktober 1270 auf die schriftliche Besiegelung eines Friedens. Der Sultan verpflichtete sich zur Gewährung freien Handels für die Christen und den Aufenthalt christlicher Priester und Mönche in seinem Reich, so dass dem Kreuzzug ein teilweiser Erfolg zugeschrieben werden konnte. Für Karl von Anjou dürfte die Rückkehr des Sultans in sein tributäres Verhältnis zum Königreich Sizilien von höherer Bedeutung gewesen sein. Zu einem Übertritt des Sultans zum christlichen Glauben kam es nicht, worauf weder Philipp III. noch Karl von Anjou bestanden hatten. Am 10. November traf Prinz Eduard mit seinen englischen Kreuzrittern in Karthago ein, nur einen Tag später verließ der Kreuzzug den afrikanischen Kontinent.
Das Heer überwinterte im Königreich Sizilien auf das Jahr 1271. Die Franzosen waren an keiner Fortführung des Kreuzzuges mehr interessiert und traten den Marsch in die Heimat an, Prinz Eduard von England beabsichtigte hingegen seinen Kreuzzug bis in das Heilige Land weiterzuführen. Der Marsch der Franzosen durch Italien gestaltete sich zu einem Leichenzug der ganz besonderen Art. Zum einen wurde den Gebeinen Ludwigs IX., dem schon zu Lebzeiten die Heiligkeit vorauseilte, seitens der italienischen Bevölkerung eine große Verehrung entgegengebracht und angeblich ereigneten sich an mehreren Orten, durch die sie getragen wurden, die ersten Wunder. Andererseits starben auf dem Zug weitere engste Familienangehörige des Königs in Spätfolge der Seuche vor Tunis. Unter den zu beklagenden Toten waren die ungekrönte Königin Isabella, der Königsbruder Alfons von Poitiers, dessen Frau Johanna von Toulouse, die Königstochter Isabella und deren Ehemann, König Theobald II. von Navarra. Die Heimreise unterbrach Philipp III. im März 1271 um in Viterbo zusammen mit Karl von Anjou der Wahl Papst Gregors X. beizuwohnen.
Nachdem die Franzosen den Mont Cenis passierend die Alpen überquert hatten und am 21. Mai 1271 in Paris eingezogen waren, organisierte Philipp III. bereits am folgenden Tag die Bestattung seines Vaters. Erst am 15. August 1271, ein Jahr nach seinem Amtsantritt, konnte er sich in Reims zum König krönen lassen.

## Eduards Kreuzzug
Prinz Eduard von England segelte im Frühjahr 1271 von Sizilien aus mit einem Kreuzfahrerkontingent nach Palästina weiter, um dort gegen die Mameluken zu kämpfen. Sein Unternehmen wird ab diesem Zeitpunkt in der Regel als separates Unternehmen geführt. Eduards Kreuzzug endete im April 1272 mit dem Abschluss eines 10-jährigen Waffenstillstands mit as-Zahir Baibars.

## Nachspiel
Der neue Papst Gregor X. berief 1274 das 2. Konzil von Lyon ein, um einen neuen Kreuzzug zu organisieren. Trotz der Zusagen der Könige von England, Frankreich und Sizilien konnte er jedoch weder genügend Begeisterung entfachen noch ausreichend finanzielle Unterstützung gewinnen, sodass dieser Kreuzzug nicht zustande kam.
In der mit Baibars ausgehandelten Friedensphase nutzte Karl von Anjou einen Zwist zwischen dem Hugo III. sowie den Templern und Venezianern, um die Reste der Kreuzfahrerstaaten unter seiner Führung zu einen und sich eine Machtbasis zu schaffen. Er kaufte der Prinzessin Maria von Antiochien ihre Ansprüche auf das Königreich Jerusalem ab und griff Hugo an, da dieser ebenfalls den Titel des Königs von Jerusalem beanspruchte. 1277 eroberte Roger von San Severino Akkon, die Hauptstadt des Königreiches, für Karl von Anjou.
Die verbündeten Venezianer bewogen ihn, einen Kreuzzug gegen Konstantinopel zu richten, wo Michael VIII. das byzantinische Kaisertum wiedererrichtet hatte. 1281 erteilte Papst Martin IV. die Erlaubnis; die Franzosen nahmen den Landweg über Durazzo (heute Durrës in Albanien), die Venezianer den Seeweg. Durch die Sizilianische Vesper am 31. März 1282 wurde Karl von Anjou jedoch gezwungen, dieses Vorhaben abzubrechen.
Das waren die letzten Unternehmungen gegen Byzanz oder die Sarazenen im Nahen Osten. 1291 wurden die letzten Kreuzfahrer aus dem Heiligen Land vertrieben.